# 田中實 (数学者)
田中 實（たなか みのる、1949年（昭和24年）2月3日 - ）は、日本の数学者。東海大学教授。専門は微分幾何学。福岡県出身。

## 略歴
- 1967年：横浜市立桜丘高等学校卒業
- 1972年：東京工業大学理学部数学科卒業
- 1974年：東京工業大学大学院理学研究科数学専攻修士課程修了
- 1977年：東京工業大学大学院理学研究科数学専攻博士課程修了
- 1977年：東海大学理学部数学科講師
- 1980年：東海大学理学部数学科助教授
- 1991年：東海大学理学部数学科教授

## 所属学会
- 日本数学会